# Xylesthes asper
Xylesthes asper är en fjärilsart som beskrevs av Diakonoff 1954. Xylesthes asper ingår i släktet Xylesthes och familjen praktmalar, Oecophoridae. Inga underarter finns listade i Catalogue of Life.